# Liste schwäbischer Adelsgeschlechter/F

## F
| Name                        | Stammsitz | Stand                                                                                     | Anmerkungen zu Geschichte und Verbreitung | Mitgliedschaft in Adelsvereinigungen, Bündnissen oder Matrikeln | Links zu relevanten Bildergalerien                                                                                    | Wappen                   |
| --------------------------- | --- | ----------------------------------------------------------------------------------------- | --- | --- | --- | ------------------------ |
| Fetzer von Ockenhausen      | Oggenhausen | Reichsritter                                                                              | Wilhelm Fetzer von Ockenhausen | Leitbracken Gesellschaft mit dem Esel Kanton Neckar-Schwarzwald (1614), wegen Gärtringen Kanton Kocher (1542–1629), wegen Oggenhausen | | Scheibler                |
| First                       | Burg First bei Öschingen | Ritter                                                                                    | erwähnt 1288, erloschen 1561 | Leitbracken | | Scheibler                |
| Flehingen                   | Flehingen | Herren Reichsritter                                                                       | von 1396 bis 1637 als Lehen der Pfalz an die Herren von Flehingen, nach deren Aussterben an die Grafen von Wolff-Metternich. die Verwandtschaft mit den im 18. Jahrhundert zum Ritterkreis Schwaben gehörenden Reichsrittern von Flehingen ist nicht eindeutig | Leitbracken Ritterkreis Schwaben (gilt für die Reichsritter im 18. Jahrhundert) | | Siebmacher               |
| Fleiner von Altenburg       | Burgstall Altenburg (Bad Cannstatt) | Ritter                                                                                    | Im 13. Jahrhundert erwähnt; vermutlich ursprünglich aus Flein; nach der Zerstörung der Stammburg im Jahre 1287 Umzug nach Burg Hohenscheid und Namenswechsel zu von Hohenscheid. | | | Alberti                  |
| Flochberg                   | Burg Flochberg bei Bopfingen | Edelfreie                                                                                 | von 1270 bis 1340 belegt scheint auch in Trochtelfingen gesessen zu sein | | |                          |
| Frauenberg                  | Unteres Schloss (Talheim) | Reichsritter                                                                              | | Gesellschaft mit dem Esel Kanton Neckar-Schwarzwald Kanton Kocher wegen des Unteren Schlosses in Talheim | | Siebmacher               |
| Freyberg von Eisenberg      | Burg Eisenberg und Gemeinde Eisenberg | Reichsritter Freiherren                                                                   | Conradt Sigmundt von Freyberg-Eisenberg zu Wellendingen auch: Freyberg zu Aulfingen und Wellendingen (Reichsritter) im Kanton Hegau | Leitbracken Kanton Kocher (wegen Teilen von Wäschenbeuren(1662 erworben, Beihingen 1534–69), Neidlingen (1557–94), Salach (1608–65), Steinbach (1608–53)) Kanton Neckar-Schwarzwald (wegen Wellendingen (seit 1609)) Kanton Hegau (wegen Worndorf (18. Jahrhundert) und Aulfingen (16.–18. Jahrhundert)) Kanton Donau (wegen Allmendingen (1593), Altheim (1512), Griesingen (1503), und Öpfingen, Hürbel, Knöringen mit Wiblishausen, Landstrost mit Offingen (1659), Waldkirch (1506) und Justingen (1670er Jahre)). | Ratsitzung Graf Eberhard des Milden von Württemberg (regierte 1392–1417) Hans von Freiberg Nr. 36 weitere Bilder hier | Scheibler                |
| Freyberg, Linie Hohenaschau | |                                                                                           | Linie erloschen 1606 | Leitbracken | | Ingeram Codex            |
| Friedingen                  | Friedingen | Edelfreie, Ritter                                                                         | Mannesstamm erloschen 1568 | Leitbracken | | Ingeram-Codex Scheibler  |
| (Alt) Friedingen            | Seit etwa 1410 führten Angehörige des Geschlechts von Friedingen dieses Wappen (zusätzlich oder alternativ zum obigen „Löwenwappen“); der Anlass hierfür ist unklar. |                                                                                           | | Leitbracken | | Ingeram-Codex            |
| Fronhofen                   | Burg Fronhofen bei Bissingen (Bayern) | Reichsritter                                                                              | Verwandt mit den Diemantstein (s. o.), wahrscheinlich bereits im 12. Jahrhundert erloschen und von den Hohenburger übernommen; lt.Siebmacher Schwäbisch die Herrschaft wurde später von anderen Adelsgeschlechtern übernommen, z. B. den Grafen von Oettingen | gilt für die Herrschaft: vermutlich Kanton Kocher (wie Diemantstein und Hochburg) Kanton Altmühl des Ritterkreises Franken | Standort des Burgstalls Fronhofen heute                                                                               | Siebmacher               |
| Fryburg, Freiburg           | Rottweil | Patrizier, Adelsdiplom 1532                                                               | später auch in Villingen, Überlingen und Memmingen | | | Siebmacher               |
| Fugger                      | Augsburg | adelig, seit 1504, Graf, seit 1511 Reichsgrafen, (1514, 1525, 1530) Reichsfürsten, (1803) | Hans Fugger kommt als Weber nach Augsburg (1367 nachgewiesen), in der nächsten Generation sind die Fugger bereits ratsfähig, Linie Fugger vom Reh geht rasch Bankrott, Fugger von der Lilie mit der Fuggerschen Handelsgesellschaft erfolgreich. Nach 1506 Aufspaltung in zwei Linien, die sich noch weiter verzweigten: Fugger-Babenhausen (und Boos) Fugger-Dietenheim (und Brandenburg) Fugger-Glött-(Oberndorf) Fugger-Kirchberg-Weißenhorn Fugger-Kirchheim Fugger-Mickenhausen Fugger-Nordendorf Fugger-Wasserburg | Kanton Kocher (1560–1803 wegen Niederalfingen und Stettenfels) | | Siebmacher               |
| Fürstenberg                 | Burg Fürstenberg zunächst Stühlingen dann Donaueschingen | Grafen; Fürsten                                                                           | stammen von den Grafen von Urach ab beerbten ab 1218 die Herzöge von Zähringen nannten sich zunächst nach Freiburg, ab 1250 nach der Burg Fürstenberg | Leitbracken Sankt Jörgenschild Teil im Hegau und am Bodensee Schwäbischer Bund Kanton Hegau Quartier Allgäu-Bodensee des Ritterkreises Schwabens (wegen Kluftern und Efrizweiler) | Grenzen Fürstenbergs auf einer Karte des 19. Jahrhunderts weitere Bilder hier                                         | Ingeram-Codex Siebmacher |